# 甲佐町立宮内小学校
甲佐町立宮内小学校（こうさちょうりつ みやうちしょうがっこう）は、かつて熊本県上益城郡甲佐町にあった小学校。

## 沿革
- 1874年(明治7年) - 公立上揚小学校設立
- 1875年(明治8年) - 公立坂谷小学校設立
- 1885年(明治18年) - 合併し入江小学校開設
- 1887年(明治20年) - 尋常入江小学校と改称
- 1893年(明治26年) - 宮内尋常小学校と改称
- 1907年(明治42年) - 宮内尋常高等小学校と改称
- 1941年(昭和16年) - 宮内国民学校と改称
- 1947年(昭和22年) - 宮内村立宮内小学校と改称、甲佐中学校宮内分校併設
- 1948年(明治23年) - 甲佐中学校宮内分校が宮内中学校として独立
- 1955年(昭和30年) - 町村合併により甲佐町立宮内小学校と改称
- 2009年(平成21年) - 甲佐町立甲佐小学校へ統合

## 歴代校長
- - 初代校長
- - 現校長